# Todd Field

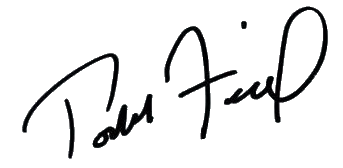
Autografo di Todd Field

William Todd Field (Pomona, 24 febbraio 1964) è un attore, regista e sceneggiatore statunitense, candidato al Premio Oscar ben 6 volte nella sua carriera.

## Biografia
Nato a Pomona, in California, da una famiglia di fattori, che quando lui aveva 2 anni si trasferì a Portland, Oregon, Todd, definitosi un "bambino molto sensibile", da piccolo rimase profondamente turbato nel vedere in che brutalità e degrado vivono gli animali negli allevamenti intensivi dei genitori, cosa che, come avrebbe dichiarato, lo ha poi portato a diventare vegetariano.
Inoltre, sempre in tenera età, visse un'altra esperienza traumatica, quando venne violentato da un prete in una chiesa cattolica vicino a casa sua: Todd ha poi spiegato che dopo ciò si chiuse in se stesso e che trovò conforto nei giochi di prestigio, nella musica e successivamente nel cinema, che sarebbe poi divenuta la sua strada. Quest'ultimo fatto della sua vita l'ha poi anche spinto a dirigere il film Little Children, incentrato proprio sul tema della pedofilia.
A Portland, Field si appassionò anche di baseball, tanto da diventare battitore dei Portland Mavericks, una squadra di baseball della lega minore di serie A di proprietà dell'attore hollywoodiano Bing Russell. Studiò musica, arte e recitazione al prestigioso Carnegie Hall di New York, conseguendo il diploma di belle arti.

## Carriera
La carriera cinematografica di Todd Field come regista è iniziata nel 2001, quando ha scritto e diretto il film In the Bedroom, basato sul racconto Killings di Andre Dubus il quale fu mentore di Field.

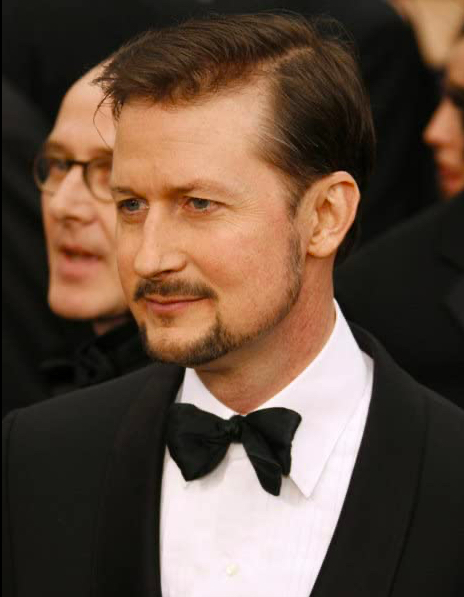
Todd Field agli Oscar 2007

In the Bedroom, rivelatosi un enorme successo, è stato nominato per cinque premi agli Oscar 2002, tra cui quello per il miglior film e miglior sceneggiatura non originale (entrambi a Todd), miglior attrice (Sissy Spacek), miglior attrice non protagonista (a Marisa Tomei) e miglior attore (a Tom Wilkinson). Il film è stato girato a Rockland, nel Maine, dove Field possiede una proprietà (utilizzata tra le location per il film) e trascorre molto tempo, insieme con la moglie, la costumista Serena Rathbun (che ha lavorato con il marito nella produzione del film) e i loro 4 figli.

In una recensione del film, il critico cinematografico di The Independent Anthony Quinn ha dichiarato:
"Todd Field è riuscito a realizzare qualcosa che pensavo che nessun regista americano sarebbe mai più riuscito a realizzare: rendere la violenza davvero scioccante, com'è giusto che sia, e non 'attraente' come certi altri registi."

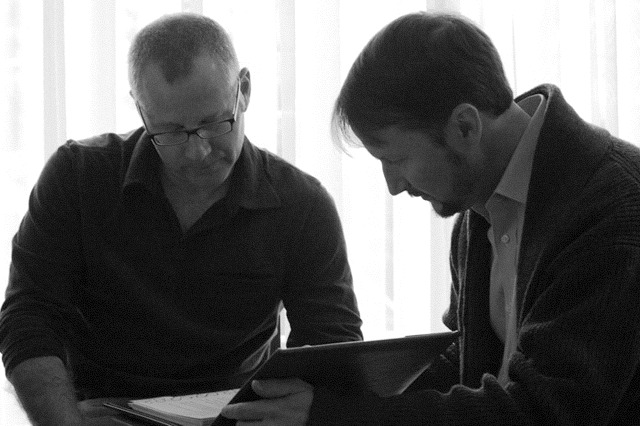
Field e Tom Perrotta che lavorano alla sceneggiatura di Little Children nel 2005

Todd Field è ritornato alla regia nel 2006, dirigendo il dramma su pedofilia e abusi Little Children, con protagonista la candidata 5 volte all'Oscar Kate Winslet e Jackie Earle Haley: perciò, con i soli primi suoi 2 film, Field ha ricevuto in totale ben 5 nomination agli Oscar, per le sue regie e sceneggiature. Quella per questo film è stata scritta da Todd assieme allo scrittore e sceneggiatore Tom Perrotta, è basata sull'omonimo racconto di quest'ultimo, e inizialmente era stata concepita come miniserie.
Dopo il successo di Little Children, Todd Field ha trascorso 15 anni senza dirigere film, per lavorare a diversi progetti cinematografici e televisivi che non sono mai stati finora portati a termine e realizzati, inclusi gli adattamenti cinematografici dei romanzi Meridiano di sangue, Beautiful Ruins e Purity. Ha anche lavorato per quasi un decennio all'adattamento cinematografico del romanzo western The Creed of Violence, ambientato durante la rivoluzione messicana, che avrebbe dovuto avere come protagonisti Leonardo DiCaprio, Christian Bale e Daniel Craig, progetto che però finora non è ancora diventato realtà.
In questi anni Field ha anche diretto diversi spot pubblicitari, per brand come Xbox, BMW, Corona, IPhone e Armani, per cui nel 2019 ha diretto lo spot del prodotto Sì, con la pluripremiata Cate Blanchett, sulle note di You Don't Own Me di Lesley Gore. Field ha dichiarato che lavorare in ambito pubblicitario lo ha aiutato a sentirsi "molto più forte come regista di quanto mi fossi mai sentito con quei film precedenti".

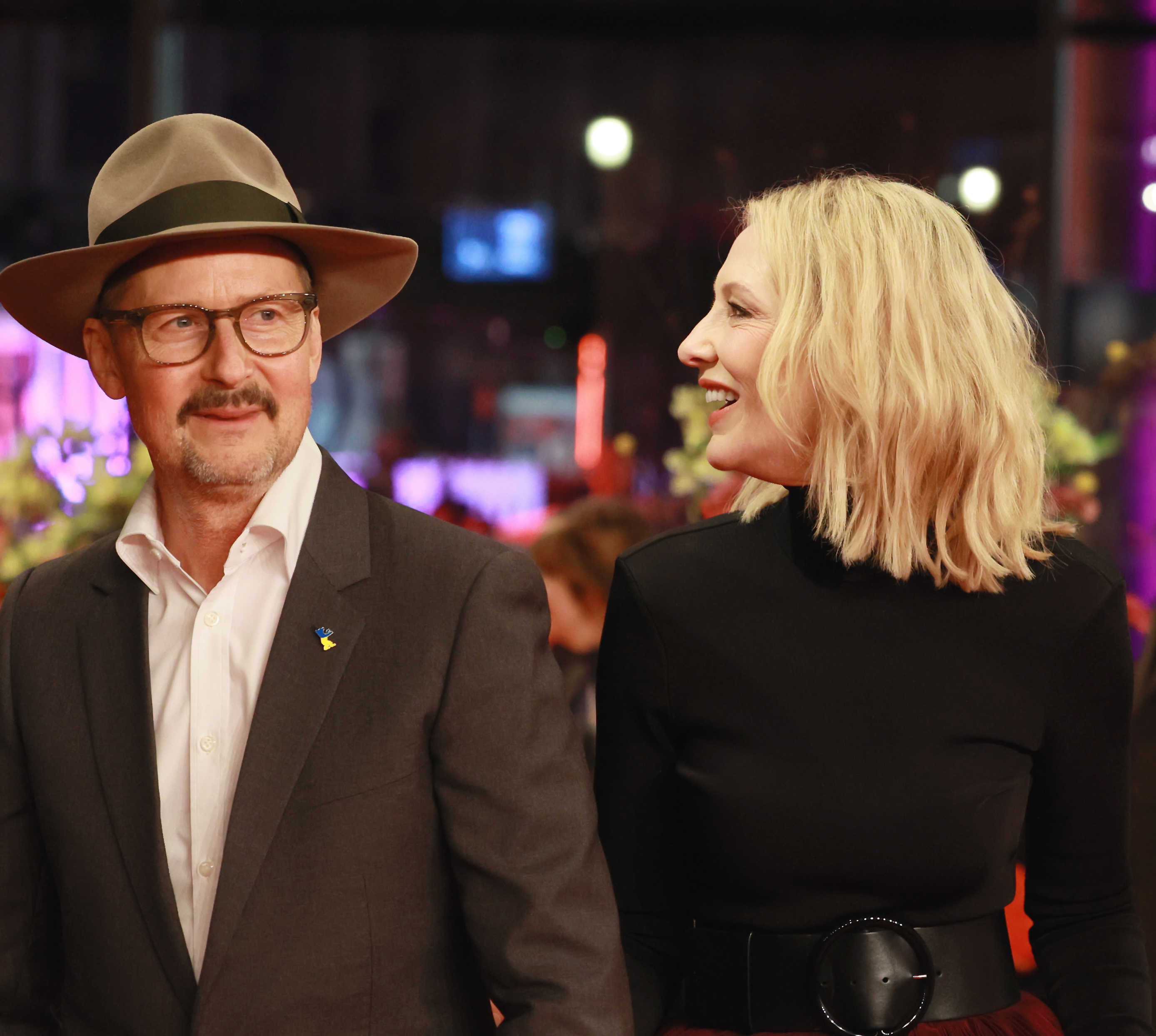
Con Cate Blanchett alla premiere di Tár

Todd Field ritorna in grande stile col film Tár, dirigendo nuovamente Cate Blanchett nel ruolo della protagonista Lydia Tár, direttrice d'orchestra immaginaria dalla vita tormentata: l'opera, presentata in anteprima mondiale alla 79ª Mostra del Cinema di Venezia, in lizza per il Leone d'oro e il Queer Lion, e la Blanchett vincitrice della Coppa Volpi. Successivamente ha conseguito 6 nomination ai Premi Oscar 2023, e Field è stato acclamato all'unanimità da critica e pubblico, per la sua scrittura definita "sublime" dal New York Times, e la sua regia definita "magistrale" da Vanity Fair.
Tár è stato finora il 4° film nella storia ad essere nominato "Miglior film dell'anno" da tutte le associazioni cinematografiche: dall'Academy, dalla New York Film Critics Circle, dalla Los Angeles Film Critics Association, dal London Film Critics' Circle e dalla National Society of Film Critics; inoltre, secondo un sondaggio di IndieWire, il film è stato descritto come il "migliore dell'anno" di più rispetto a qualsiasi altro film uscito nel 2022.

## Vita privata
Field è genero dello sceneggiatore Bo Goldman, di cui ha sposato, a 22 anni nel 1986, la figlia sua coetanea Serena Rathbun, rinomata costumista, con cui ha avuto quattro figli, tra cui Alida e Henry che, una volta cresciuti, hanno preso parte a qualche film dei genitori. Todd Field si dichiara ateo e vegetariano.

## Filmografia

### Regista

#### Cinema
- In the Bedroom (2001)
- Little Children (2006)
- Tár (2022)

#### Televisione
- Ancora una volta – serie TV, 1 episodio (1999)
- Carnivàle – serie TV, 1 episodio (2005)

#### Cortometraggi
- Too Romantic (1992)
- The Dog (1993)
- When I Was a Boy (1993)
- The Tree (1993)
- Delivering (1993)
- Nonnie & Alex (1995)

### Attore

#### Cinema
- Radio Days, regia di Woody Allen (1987)
- Una notte da ricordare (The Allnighters), regia di Tamar Susan Hoffs (1987)
- Eye of the Eagle 2: Inside the Enemy, regia di Carl Franklin (1989)
- L'ombra di mille soli (Fat Man and Little Boy-Shadow Makers), regia di Roland Joffé (1989)
- Corso di anatomia (Gross Anatomy), regia di Thom Eberhardt (1989)
- Back to Back, regia di John Kincade (1989)
- Full Fathom Five, regia di Carl Franklin (1990)
- The End of Innocence, regia di Dyan Cannon (1990)
- Sognando Manhattan (Queens Logic), regia di Steve Rash (1991)
- Ruby in paradiso (Ruby in Paradise), regia di Victor Nunez (1993)
- Il tuo amico nel mio letto (Sleep with Me), regia di Rory Kelly (1994)
- Frank e Jesse, regia di Robert Boris (1994)
- Parlando e sparlando (Walking and Talking), regia di Nicole Holofcener (1996)
- Twister, regia di Jan de Bont (1996)
- Farmer & Chase, regia di Michael Seitzman (1997)
- Broken Vessels, regia di Scott Ziehl (1998)
- Eyes Wide Shut, regia di Stanley Kubrick (1999)
- Haunting - Presenze (The Haunting), regia di Jan de Bont (1999)
- Stranger Than Fiction - Un incubo senza fine (Stranger Than Fiction), regia di Eric Bross (2000)
- New Port South, regia di Kyle Cooper (2001)
- Ragazze al Limite (Beyond the City Limits), regia di Gigi Gaston (2001)
- Net Worth, regia di Kenny Griswold (2001)
- The Second Front, regia di Dmitriy Fiks (2005)

#### Televisione
- Lance et compte – serie TV, 5 episodi (1986)
- La piccola grande Nell (Gimme a Break!) – serie TV, 2 episodi (1987)
- Hard Knocks – serie TV, 1 episodio (1987)
- Brothers – serie TV, 1 episodio (1987)
- Ci siamo anche noi (Student Exchange), regia di Mollie Miller – film TV (1987)
- Take Five – serie TV, 6 episodi (1987)
- Pappa e ciccia (Roseanne) – serie TV, 1 episodio (1988)
- I racconti della cripta (Tales from the Crypt) – serie TV, 1 episodio (1989)
- Lookwell, regia di E.W. Swackhamer – film TV (1991)
- Il pericolo è il mio mestiere (Danger Theatre) – serie TV, 1 episodio (1993)
- Svitati in divisa (Bakersfield P.D.) – serie TV, 1 episodio (1993)
- Gioco al massacro (Jonathan Stone: Threat of Innocence), regia di Michael Switzer – film TV (1994)
- Chicago Hope – serie TV, 1 episodio (1995)
- Cupid – serie TV, 1 episodio (1998)
- Ancora una volta – serie TV, 28 episodi (1999-2001)
- Aqua Teen Hunger Force (Once and Again) – serie TV, 2 episodi (2002-2003) – voce

#### Cortometraggi
- The Dog, regia di Todd Field (1993)
- When I Was a Boy, regia di Todd Field (1993)

### Sceneggiatore

#### Cinema
- In the Bedroom (2001)
- Little Children (2006)
- Tár (2022)

#### Cortometraggi
- Too Romantic (1992)
- The Tree (1993)
- Delivering (1993)

## Riconoscimenti
- Premio Oscar
  - 2002 – Candidatura per il miglior film per In the Bedroom[29]
  - 2002 – Candidatura per la migliore sceneggiatura non originale per In the Bedroom
  - 2007 – Candidatura per la migliore sceneggiatura non originale per Little Children[30]
  - 2023 - Candidatura al miglior film per Tár[31]
  - 2023 - Candidatura al miglior regista per Tár
  - 2023 - Candidatura alla migliore sceneggiatura originale per Tár
- Premio BAFTA
  - 2023 - Candidatura al miglior film per Tár
  - 2023 - Candidatura al miglior regista per Tár
  - 2023 - Candidatura alla migliore sceneggiatura originale per Tár
- Golden Globe
  - 2007 – Candidatura per la migliore sceneggiatura per Little Children[32]
  - 2023 - Candidatura alla migliore sceneggiatura per Tár[33]
- Mostra internazionale d'arte cinematografica
  - 2022 – Candidatura per il Leone d'oro per Tár
- National Board of Review
  - 2001 – Miglior regista per In the Bedroom
  - 2001 – Miglior sceneggiatura per In the Bedroom
- London Critics Circle Film Awards[34]
  - 2022 - Miglior regista per Tár[35]

## Doppiatori italiani
Nelle sue interpretazioni è stato doppiato da:
- Fabrizio Manfredi in Ci siamo anche noi
- Massimiliano Alto in Sognando Manhattan
- Mauro Gravina in Corso di anatomia
- Riccardo Rossi in Ruby in paradiso
- Fabio Boccanera in Parlando e sparlando
- Vittorio Guerrieri in Farmer e Chase
- Mino Caprio in Eyes Wide Shut
- Tony Sansone in Ancora una volta
- Corrado Conforti in Stranger Than Fiction - Un incubo senza fine
- Angelo Maggi in New Port South